# Kemecsi Lajos
Kemecsi Lajos Zoltán (Budapest, 1969. január 10. –) néprajzkutató, muzeológus.

## Életpályája
Tanulmányait az ELTE Bölcsészettudományi Karán, 1993-ban történelem szakos középiskolai tanár és etnográfusként végzett, majd 2002-ben kulturális menedzseri képesítést szerzett, 2009-ben pedig múzeumi vezetői képzést végzett a Múzeumi Oktatási és Képzési Központ szervezésében. 1998 óta a néprajztudomány kandidátusa. 2022. november 10-én megvédte Néprajz és muzeológia. Az elmélet és gyakorlat alakulása a 20-21. században című akadémiai doktori disszertációját.

## Munkássága
1993-tól a tatai Kuny Domokos Múzeumban mint néprajzos muzeológus dolgozott, valamint a tatai Eötvös József Gimnáziumban történelmet tanított. 
1996-tól előadó az ELTE, a Debreceni és a Szegedi Egyetem néprajzi tanszékein.
2003-tól a szentendrei Skanzenben dolgozott, muzeológiai osztályvezetőként irányította az intézmény Néprajzi Látványtárának megvalósítását és a Felföldi mezőváros tájegység kialakítását, elnyerve a Pulszky Károly-díjat. 2007 márciusától a Szentendrei Skanzen megbízott, majd 2008-tól kinevezett tudományos igazgatójaként az intézmény muzeológiai tevékenységének felelőse; többek között a múzeum Észak-magyarországi falu tájegységének megvalósítását irányította. 
2013-tól a Néprajzi Múzeum főigazgatója.

## Elismerései
- 2006 Pulszky Károly-díj
- 2023 A Magyar Érdemrend tisztikeresztje[2]

## Munkái
- Szekerek, kocsik, szánok (Magyar Tudományos Akadémia Néprajzi Kutatóintézete, Budapest, 1998)
- A felföldi mezőváros (Szabadtéri Néprajzi Múzeum, Szentendre, 2009)
- A kocsi kocsi (művelődéstörténeti és néprajzi tanulmány, 2012)
- A magyar paraszti járműkultúra (L'Harmattan, Budapest, 2015)